# Alessandro Zaccone
Alessandro Zaccone (Rimini, 16 gennaio 1999) è un pilota motociclistico italiano.

## Carriera

### Gli inizi
Zaccone inizia a gareggiare fin da bambino, nel 2008 è campione regionale minimoto e quarto a livello nazionale. Negli anni successivi prosegue con la MiniGP ed alcune gare del CIV nella categoria Moto3. Fa il suo esordio internazionale nel 2013 partecipando, con il team Honda Italia, alla prova di Imola della European Junior Cup. Nella stessa stagione chiude al sedicesimo posto nel campionato Italiano Moto3.
Nel 2014 prende parte alle ultime quattro gare in calendario del campionato europeo Superstock 600 con una Honda CBR600RR del team Talmacsi Racing. Raccoglie sedici punti con cui chiude al ventesimo posto in classifica piloti. La stagione successiva è pilota titolare nell'europeo Superstock 600 con lo stesso team del 2014. Conclude diciannovesimo con ventuno punti ottenuti.

### Coppa Europa Supersport
Nel 2016 è pilota titolare, con compagno di squadra Axel Bassani, del San Carlo Team Italia con cui prende parte alle gare in territorio europeo del campionato mondiale Supersport. In sella ad una Kawasaki ZX-6R conclude al terzo posto nella classifica riservata alla coppa Europa e diciassettesimo assoluto. Nel 2017 passa al team MV Agusta Reparto Corse con cui concorre nuovamente per la coppa Europa del mondiale Supersport. Raccoglie diciassette punti con cui chiude terzo nell'europeo e ventitreesimo nel mondiale. 
Nel biennio 2018-2019 è pilota titolare nel CEV classe Moto2, con il team Promoracing.

### MotoE
Nel 2020 debutta nel motomondiale, correndo nella classe MotoE con il team Trentino Gresini; il compagno di squadra è Matteo Ferrari. Conclude la stagione al 12º posto con 37 punti. Contestualmente al mondiale, gareggia nel CEV Moto2 dove ottiene tre vittorie e si classifica al terzo posto.
Nel 2021 passa al team Pramac Racing, con compagno di squadra Yonny Hernández. Il 2 maggio 2021 ottiene la sua prima vittoria nella classe, portandosi momentaneamente in testa alla classifica piloti. Chiude la stagione al quinto posto con 80 punti. Nel 2022 è pilota titolare in Moto2 con Gresini Racing, il compagno di squadra è Filip Salač. Termina quattro gare in zona punti e chiude la stagione al ventiquattresimo posto. Nel 2023 torna a gareggiare in MotoE passando al team Tech 3, il compagno di squadra è Hikari Ōkubo. Porta a termine conquistando punti tutte le gare previste, tranne la doppia prova di Silvertone, e si classifica all'undicesimo posto. Nel 2024 prosegue con Tech3 in MotoE, il compagno di squadra è Nicholas Spinelli. Ottiene tre pole position consecutive e la vittoria in gara due ad Assen, chiude il campionato al quinto posto.

## Risultati in gara

### Mondiale Supersport
| 2016 | Moto     |  |  |   |    |   |  |    |     |     |     |    |  |  |  | Punti | Pos. |
| ---- | -------- |  |  | - | -- | - |  | -- | --- | --- | --- | -- |  |  |  | ----- | ---- |
| 2016 | Kawasaki |  |  | 5 | 19 | 5 |  | 12 | Rit | Rit | Rit | 11 |  |  |  | 31    | 18º  |

| 2017 | Moto      |  |  |     |    |    |     |    |    |     |     |    |  |  |  | Punti | Pos. |
| ---- | --------- |  |  | --- | -- | -- | --- | -- | -- | --- | --- | -- |  |  |  | ----- | ---- |
| 2017 | MV Agusta |  |  | Rit | 18 | 10 | Rit | 11 | 14 | Rit | Rit | 12 |  |  |  | 17    | 23º  |

| Legenda | 1º posto        | 2º posto            | 3º posto           | A punti      | Senza punti        | Grassetto – Pole position Corsivo – Giro più veloce |
| Legenda | Gara non valida | Non qual./Non part. | Ritirato/Non class | Squalificato | '-' Dato non disp. | Grassetto – Pole position Corsivo – Giro più veloce |

### Motomondiale

#### MotoE
| 2020 | Classe | Moto     |    |     |   |    |   |   |    |  |  |  | Punti | Pos. |
| ---- | ------ | -------- | -- | --- | - | -- | - | - | -- |  |  |  | ----- | ---- |
| 2020 | MotoE  | Energica | NP | Rit | 7 | 10 | 5 | 9 | 12 |  |  |  | 37    | 12º  |

| 2021 | Classe | Moto     |   |   |   |   |   |     |    |  |  | Punti | Pos. |
| ---- | ------ | -------- | - | - | - | - | - | --- | -- |  |  | ----- | ---- |
| 2021 | MotoE  | Energica | 1 | 3 | 4 | 3 | 6 | Rit | NP |  |  | 80    | 5º   |

| 2023 | Classe | Moto   |   |   |    |   |   |   |    |   |     |     |   |    |   |   |   |    | Punti | Pos. |
| ---- | ------ | ------ | - | - | -- | - | - | - | -- | - | --- | --- | - | -- | - | - | - | -- | ----- | ---- |
| 2023 | MotoE  | Ducati | 8 | 9 | 11 | 9 | 4 | 9 | 12 | 7 | Rit | Rit | 7 | 11 | 9 | 8 | 7 | 10 | 104   | 11º  |

| 2024 | Classe | Moto   |     |    |     |   |   |   |   |   |    |   |   |   |   |   |   |   | Punti | Pos. |
| ---- | ------ | ------ | --- | -- | --- | - | - | - | - | - | -- | - | - | - | - | - | - | - | ----- | ---- |
| 2024 | MotoE  | Ducati | Rit | 12 | Rit | 4 | 5 | 3 | 2 | 6 | SQ | 1 | 2 | 5 | 6 | 5 | 2 | 8 | 179   | 5º   |

| 2025 | Classe | Moto   |   |     |   |   |   |    |  |  |  |  |  |  |  |  |  | Punti | Pos. |
| ---- | ------ | ------ | - | --- | - | - | - | -- |  |  |  |  |  |  |  |  |  | ----- | ---- |
| 2025 | MotoE  | Ducati | 3 | Rit | 2 | 1 | 7 | 10 |  |  |  |  |  |  |  |  |  | 76    |      |

| Legenda | 1º posto        | 2º posto            | 3º posto            | A punti      | Senza punti        | Grassetto – Pole position Corsivo – Giro più veloce |
| Legenda | Gara non valida | Non qual./Non part. | Ritirato/Non class. | Squalificato | '-' Dato non disp. | Grassetto – Pole position Corsivo – Giro più veloce |

#### Moto2
| 2022 | Classe | Moto  |    |    |     |     |    |    |    |    |     |    |     |    |     |    |    |     |    |    |     |    |  |  | Punti | Pos. |
| ---- | ------ | ----- | -- | -- | --- | --- | -- | -- | -- | -- | --- | -- | --- | -- | --- | -- | -- | --- | -- | -- | --- | -- |  |  | ----- | ---- |
| 2022 | Moto2  | Kalex | 22 | 24 | Rit | Rit | 15 | 11 | 18 | 19 | Rit | 19 | Rit | 18 | Rit | 15 | 14 | Rit | 21 | 16 | Rit | 16 |  |  | 9     | 24º  |

| Legenda | 1º posto        | 2º posto            | 3º posto            | A punti      | Senza punti        | Grassetto – Pole position Corsivo – Giro più veloce |
| Legenda | Gara non valida | Non qual./Non part. | Ritirato/Non class. | Squalificato | '-' Dato non disp. | Grassetto – Pole position Corsivo – Giro più veloce |